# L'Instant X
Singles de Mylène Farmer
XXL
(1995) California
(1996)
L'instant X est une chanson de Mylène Farmer, sortie en single le 12 décembre 1995 en tant que deuxième extrait de son quatrième album, Anamorphosée.
Dans ce titre aux sonorités rock composé par Laurent Boutonnat, la chanteuse écrit un texte retraçant une journée durant laquelle se produit une succession d'éléments négatifs.
Ironisant sur le monde qui l'entoure, elle cite avec cynisme plusieurs dogmes annoncés comme salvateurs : le nouveau millénaire, le Messie ou encore le Papa Noël, à qui elle commande du Prozac (qu'elle transforme en « Zoprack »).
Tourné à New York par Marcus Nispel et inspiré par le film américain The Blob, le clip, qui montre la chanteuse évoluant sur un nuage de mousse, évoque la fin du monde (que beaucoup annonçaient pour l'an 2000).
L'instant X connaît un grand succès en France, atteignant la 6e place du Top 50 ainsi que la 7e place des diffusions radio.

## Contexte et écriture
Enregistré à Los Angeles après l'échec du film Giorgino, l'album Anamorphosée sort le 17 octobre 1995.
Comprenant des sonorités plus rock et des textes plus lumineux, il dévoile une Mylène Farmer beaucoup plus féminine et sexy, comme en témoignent le clip du premier extrait, XXL, et les photos du livret de l'album signées Herb Ritts (qui avait notamment travaillé avec Madonna pour le visuel de l'album True Blue).

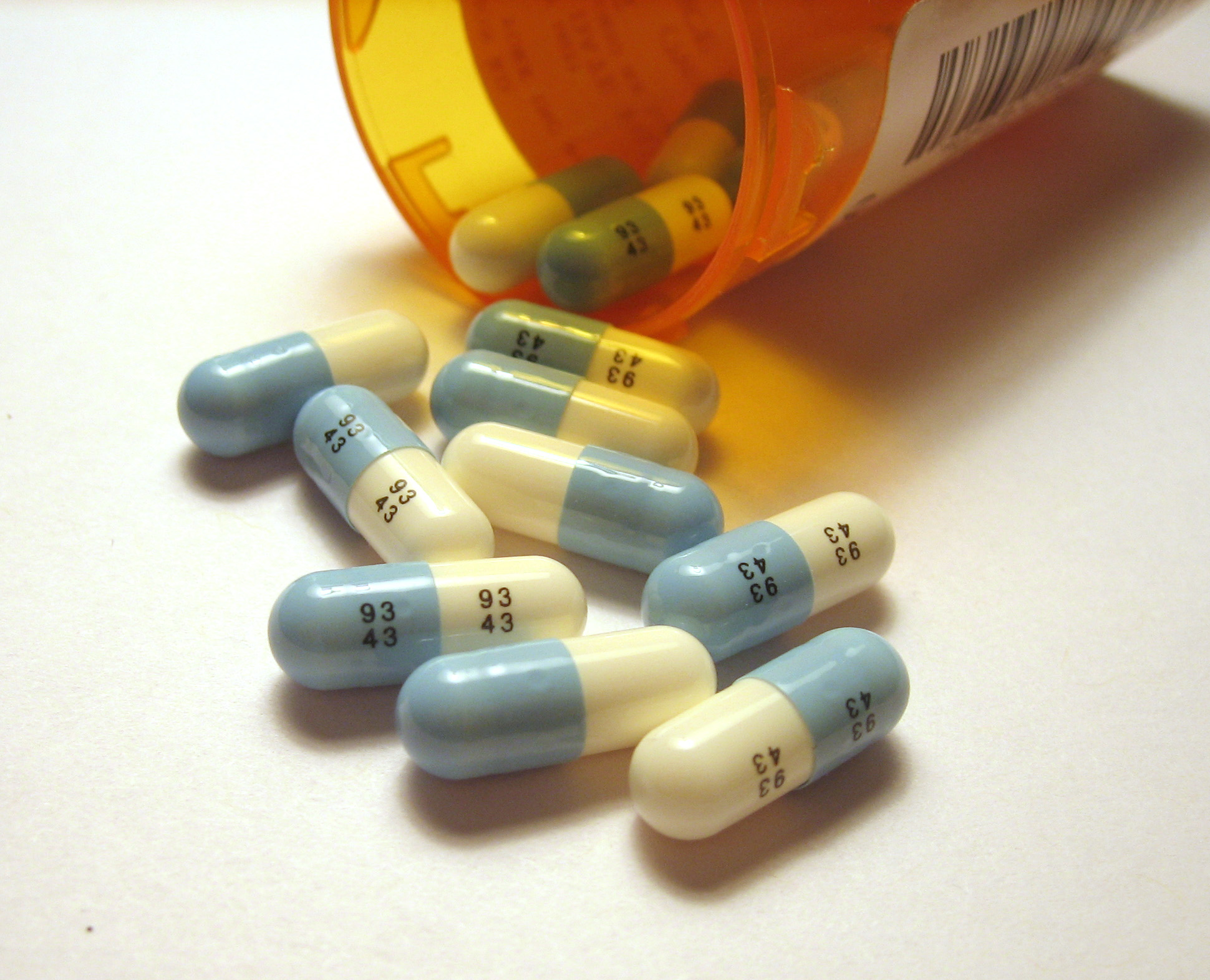
Dans ce texte cynique, la chanteuse commande du Prozac au Père Noël.

Parmi les morceaux les plus rock de cet album, figure L'instant X, composé (comme la plupart des titres de l'album) par Laurent Boutonnat.

Dans ce texte, la chanteuse retrace, non sans humour, une journée durant laquelle se produit une succession d'éléments négatifs.
Ironisant sur le monde qui l'entoure, elle cite avec cynisme plusieurs dogmes annoncés comme salvateurs : le nouveau millénaire (« L'an 2000 sera spirituel, c'est écrit dans "Elle" »), le Messie ou encore le Père Noël.
Empruntant quelques vers au Petit Papa Noël de Tino Rossi (« Papa Noël, quand tu descendras du ciel »), elle lui commande alors non pas des jouets, comme dans la chanson d'origine, mais du Prozac, un antidépresseur (transformant celui-ci en « Zoprack », la publicité de médicaments étant interdite dans une chanson).
Après le succès de XXL (classé no 1 du Top 50 et des diffusions radio en France), L'instant X est choisi en tant que deuxième single.

## Sortie et accueil critique
Le single sort le 12 décembre 1995, dans une version légèrement raccourcie, illustré par une photo de Herb Ritts extraite du livret de l'album Anamorphosée.
Le visuel des Maxis reprend la silhouette de la photo en noir et blanc, rappelant l'affiche du film Madame X de Ross Hunter, avec Lana Turner.

Laurent Boutonnat et Bertrand Châtenet signent deux remixes, tandis que les deux autres sont confiés à l'allemand Ramon Zenker.

### Critiques
- « Probablement la meilleure chanson de l'album, surtout pour le refrain soutenu par une rythmique envoûtante. » (La Dernière Heure)[4]
- « Influencé par le son grunge de Seattle (la rythmique évoque Dumb de Nirvana), ce titre surprend. L'intro mystérieuse débouche sur un tempo blues-rock. La voix se fait traînante dans les couplets et monte dans les refrains. » (Star Club)[5]
- « Un des meilleurs morceaux de l'album. » (Var-Matin)[6]
- « Une chanson qui marque davantage que tout autre le virage de Mylène, avec un ton franchement ironique et humoristique. Musicalement, une mélodie imparable et un refrain énergique et entraînant. »[7]
- « Une chanson qui fonctionne parfaitement, avec un texte drôle et incisif sur une musique très musclée. »[1]

## Vidéo-clip

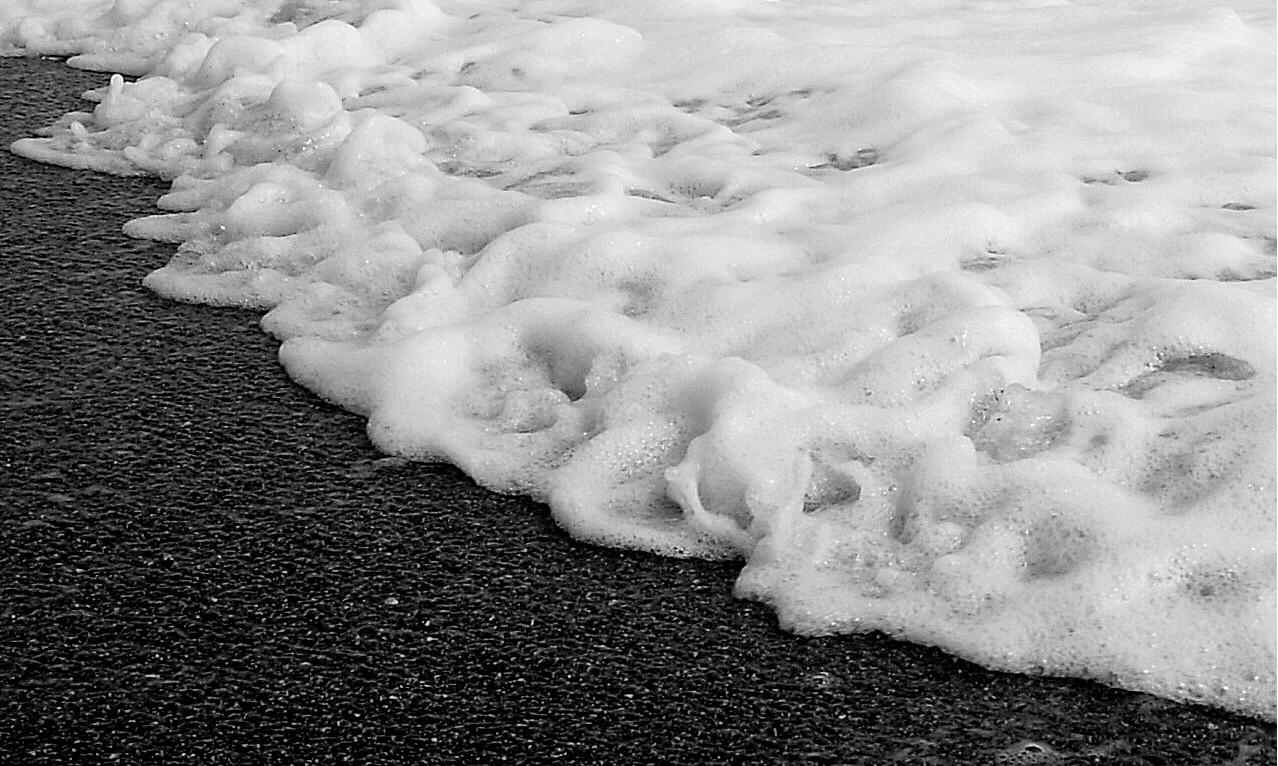
Le clip montre la chanteuse sur un nuage de mousse.

Comme pour le précédent single, XXL, le clip a été réalisé par Marcus Nispel.
Le tournage, qui a duré trois jours, s'est déroulé à New York.
Habillée d'une robe blanche (ouverte sur les côtés) signée par Jean-Paul Gaultier, Mylène Farmer chante le titre allongée sur un nuage de mousse, tandis que cette même mousse engloutit New York et ses habitants.

Inspiré du film américain Danger planétaire (The Blob), le clip évoque la fin du monde (que beaucoup annonçaient pour l'an 2000).
En 2000, des photos de Claude Gassian prises pendant le tournage du clip ont été utilisées pour la pochette de l'album I Poo Poo on Your Juju du groupe anglais The Third Eye Fondation.

### Sortie et accueil
Un extrait du clip est diffusé en exclusivité le 14 décembre 1995 dans l'émission Studio Gabriel. Cette émission, pour laquelle la chanteuse accorde une interview à Michel Drucker, est alors la première apparition télévisée de Mylène Farmer afin de promouvoir l'album Anamorphosée.
- « L'un des clips les plus sexy de Mylène Farmer. » (La Provence)[11]
- « Une pure merveille réalisée à New York. » (Échos Vedettes)[12]
- « Un clip à la tonalité cette fois encore très "américaine". »[7]

## Promotion
Mylène Farmer interprète L'instant X pour la première fois à la télévision le 13 janvier 1996 dans Le bêtisier du samedi soir sur France 2.
Entourée de deux danseuses, elle effectue une chorégraphie créée par elle-même, durant laquelle elle lance des confettis.
Elle chantera le titre une autre fois, le 9 mars 1996 dans l'émission Top aux Carpentier sur TF1, prestation durant laquelle elle embrasse ses deux danseuses sur la bouche.

## Classements hebdomadaires
Dès sa sortie, la chanson connaît le succès en France, atteignant la 6e place du Top 50 où elle reste classée durant 20 semaines (dont 8 semaines dans le Top 10).
Le titre atteint également la 7e place des titres les plus diffusés en radio.
Écoulé à plus de 200 000 exemplaires, il permet à l'album Anamorphosée de conserver la 2e place des ventes pendant plusieurs semaines.
En 2018, L'instant X atteint la 8e place des ventes de singles en France à la suite de la réédition du Maxi 45 tours par Universal.
| Classement (1995-1996) | Meilleure position |
| ---------------------- | ------------------ |
| Belgique - Wallonie    | 12                 |
| France (Ventes)        | 6                  |
| France (Radios)        | 7                  |
| Europe                 | 26                 |
| Québec                 | 20                 |

| Classement (2018) | Meilleure position |
| ----------------- | ------------------ |
| France (Ventes)   | 8                  |

| Classement (2020) | Meilleure position |
| ----------------- | ------------------ |
| France (Ventes)   | 33                 |

## Liste des supports
| 1. | L'instant X (Single Version)  | Mylène Farmer | Laurent Boutonnat | 4:10 |
| 2. | Alice (Arachnostring Version) | Mylène Farmer | Laurent Boutonnat | 5:20 |

| A1. | L'instant X (Single Version)                  | 4:10 |
| A2. | L'instant X (Santa’s Hard Re-X-Mix)           | 6:00 |
| A3. | L'instant X (Ramon Zenker Groove Trop Re-mix) | 5:26 |
| B1. | L'instant X (Have A Instant X-Mix)            | 7:05 |
| B2. | L'instant X (Ramon Zenker Club Dub Re-Mix)    | 5:39 |

## Crédits
- Paroles : Mylène Farmer
- Musique : Laurent Boutonnat
- Programmation : Fred Attal
- Mixage : Bertrand Châtenet
- Guitares : Jeff Dahlgren
- Basses : Abraham Laboriel
- Batteries : Denny Fongheiser
- Claviers : Laurent Boutonnat
- Chœurs : Kate Markowitz[22]

## Interprétations en concert
Mylène Farmer interprète L'instant X lors de son Tour 1996, reproduisant la mise en scène des prestations télévisées : une chorégraphie entourée de deux danseuses, avec des envois de confettis durant le pont musical.
Il faudra attendre les concerts en Stades du Tour 2009 pour que la chanson soit à nouveau interprétée en concert, mais cette fois sans danseuses ni chorégraphie.

## Remix de One-T (2003)
En 2003, paraît la compilation RemixeS de Mylène Farmer, sur laquelle figure un remix de L'instant X par One-T.
Celui-ci est choisi comme troisième et dernier extrait de l'album et atteint la 51e place des diffusions radio en France, ainsi que la 81e place en Russie.

## Albums et vidéos incluant le titre

### Albums de Mylène Farmer
| Année | Album         | Version                                     | Durée     | Certifications de l'album   |
| 1995  | Anamorphosée, | Version Album Instrumental (réédition 2022) | 4:45      | Diamant · Platine · Platine |
| 1997  | Live à Bercy  | Live 1996                                   | 9:36      | 3 × Platine · Or · Or       |
| 2001  | Les mots      | Version Single                              | 4:40      | Diamant · 2 × Platine · Or  |
| 2003  | RemixeS       | The X Key Mix by One-T                      | 3:43      | Or                          |
| 2020  | Histoires de  | Live 2009                                   | 4:53      | Platine                     |
| 2021  | Plus grandir  | Version Single Vidéo-clip                   | 4:10 5:18 | Platine                     |
| 2025  | 86-97         | Version Album                               | 4:45      |                             |

### Vidéos de Mylène Farmer
| Année | Vidéo                       | Version    | Durée | Certifications de la vidéo    |
| 1997  | Music Videos II (VHS)       | Vidéo-clip | 5:18  | -                             |
| 1997  | Live à Bercy                | Live 1996  | 9:36  | Diamant (VHS) · Diamant (DVD) |
| 2001  | Music Videos II & III (DVD) | Vidéo-clip | 5:18  | Diamant                       |
| 2010  | Stade de France             | Live 2009  | 4:55  | Diamant · Or                  |

## Reprises
En 2003, la chanson a été reprise dans la Star Academy par Sofia Essaïdi et Michal.
En 2023, le titre est interprété par Requin Chagrin lors de l'Hyper Weekend Festival à la Maison de la Radio et de la Musique.

## Alice

Alice est présente comme une araignée.

En second titre du CD Single, figure un remix de Alice, une chanson présente sur l'album Anamorphosée.
Dans ce texte, la chanteuse présente Alice comme une araignée, afin de symboliser le côté sombre d'un artiste que ce dernier essaie de repousser par moments, avant d'essayer de le rechercher plus tard, pouvant parfois le pousser à l'autodestruction.
Mylène Farmer interprètera le titre durant le Tour 1996 sur une énorme araignée métallique.